# David Bruce (microbiologo)
Sir David Bruce (Melbourne, 29 maggio 1855 – Londra, 27 novembre 1931) è stato un patologo e microbiologo scozzese, che studiò, su incarico della Royal Society, la febbre maltese e la malattia del sonno.
Medico dell'esercito britannico, egli seguì le truppe a Malta, in Egitto e nell'Africa meridionale, scoprendo l'agente patogeno responsabile della febbre maltese, i batteri del genere Brucella, il cui nome è stato coniato successivamente in onore dello stesso medico. Bruce studiò a lungo anche i Trypanosomi, i protozoi responsabili della malattia del sonno. Per le sue ricerche, fu insignito della Leeuwenhoek Medal nel 1915.